# Плужанин (часопис)
«Плужанин» — літературно-художній, критичний місячник. Виходив у Харкові протягом 1925-1927 років за редакцією Сергія Пилипенка, Івана Сенченка, Андрія Головка, Андрія  Паніва.
У часописі представлено широке коло авторів, переважно «плужан», чия творчість пов'язана з життям села: Андрія Головка, Івана Сенченка, Сави Божка, Олександра Копиленка, А. Лісового та інших. У часи літературної дискусії 1925—1928 «Плужанин» в особі Сергія Пилипенка виступав як один із основних опонентів Миколи Хвильового, захищаючи «партійні позиції» в галузі літератури і мистецтва.

## Історія
До організації «Плуг» (1922–1932) – спілки селянських письменників, входили Дмитро Бедзик, Сава Божко, Володимир Ґжицький, Андрій Головко, Григорій Епік, Наталя Забіла, Іван Кириленко, Олександр Копиленко, Василь Минко, Андрій Панів, Петро Панч, Сегрій Пилипенко, Іван Сенченко, ВолодимирТаль (Товстоніс), Павло Усенко, Варвара Чередниченко, Іван Шевченко, Володимир Штангей та інші. 
Спершу спілка не мала власного органу, за цих умов «плужани» вживають заходів до видання власного друкованого органу. Таким чином, перший номер «Плужанина» вийшов у 1922 році. В лютому 1925 року цей часопис був чи не єдиним спеціальним літературним журналом популярного характером. 
Дане видання як орган спілки «Плуг» прагнуло зацікавити до участі кращих сучасних діячів у літературній галузі. «Плужанин» як перший в підрадянській Україні письменницький часопис, особливо звернув увагу на літературу з теорії поетики та прози. 

Загалом видання «Плужанин» викликало неабияку увагу у тогочасній періодичній пресі. Читачі вимагали від редакції оповідань та поезій, приділяти увагу літературно–мистецькому життю, новим книжкам тощо. Втім, траплялися і зауваження. Так, вчитель Г.Капуста писав до редакції: 
|  | Писати такою мовою селянський часопис – тратити марно папір, бо все одно з селян ніхто не зрозуміє. |

Для допомоги початковим письменникам, при філіях «Плуга» засновувалися літературні студії, на шпальтах містилися поради як писати вірші, оповідання, статті. Загалом, за 1925 рік, «Плуг» випустив 28 збірок творів та 32 книжки, брав активну участь у пресовому процесі, починаючи журналами та закінчуючи літературними розділами і сторінками спеціальних журналів.
У періодичних виданнях повідомлялося про створення «Плужанина», що пізніше з 1928 до 1932 роки виходив під назвою «Плуг». Часопис припинив своє існування після ліквідації спілки «Плуг» 1932. У 1933 році вийшов єдиний номер часопису «Колгоспник України», що, очевидно, мав продовжувати традиції свого попередника.